# بشير بن سعد بن النعمان
بشير بن سعد بن النعمان صحابي، شهد مع النبي محمد غزوة أحد، وما بعدها من المشاهد.